# John Mercanti
John M. Mercanti (nacido el 27 de abril de 1943)  es un escultor y grabador estadounidense. Fue el duodécimo grabador jefe de la Casa de la Moneda de Estados Unidos hasta su jubilación a finales de 2010.

## Biografía
Mercanti nació en Filadelfia . Allí asistió a la Academia de Bellas Artes de Pensilvania, al Colegio de Arte de Filadelfia y a la Escuela Fleisher Art Memorial . También sirvió en la Guardia Nacional del Ejército de Pensilvania durante seis años. 
En 1974 Mercanti se unió a la Casa de la Moneda de Estados Unidos como escultor-grabador después de trabajar como ilustrador.  El 19 de mayo de 2006 fue nombrado Grabador Jefe de la Casa de Moneda de los Estados Unidos. El puesto había estado oficialmente vacante durante 15 años tras la jubilación en 1991 de Elizabeth Jones, la undécima Grabadora Jefe de la Casa de Moneda.

En 2021 Mercanti fue nombrado por la revista estadounidense Coin world como una de las personas más influyentes en numismática (1960-2020). 

## Trabajo
Mercanti ha producido más diseños de monedas y medallas que cualquier empleado en la historia de la Casa de Moneda de los Estados Unidos (más de 100 hasta 2006).  Entre ellas se encuentran la moneda de diez dólares de oro de los Juegos Olímpicos de 1984, la moneda de un dólar de la Estatua de la Libertad de 1986, la moneda de cinco dólares de oro del Bicentenario del Congreso de 1989, el anverso del dólar de plata del Centenario de Eisenhower de 1990, el anverso de los cinco dólares del Monte Rushmore de 1991 moneda, el anverso del dólar de plata en memoria de la Guerra de Corea de 1991 y el anverso del dólar conmemorativo de John Marshall de 2005.  Además de diseñar y esculpir varias medallas de oro del Congreso, Mercanti trabajó en cuartos representando a los estados de Arkansas, Iowa, Carolina del Norte, Pensilvania y Virginia Occidental para el Programa de 50 cuartos estatales .